# Plaza 19 de Abril
La plaza 19 de Abril es el centro de la vida de la ciudad de Treinta y Tres y un punto habitual de encuentro de los habitantes. Es la más antigua y la principal de la capital departamental. Se encuentra rodeada por las calles: Juan Antonio Lavalleja, Manuel Lavalleja, Manuel Oribe y Pablo Zufriategui.

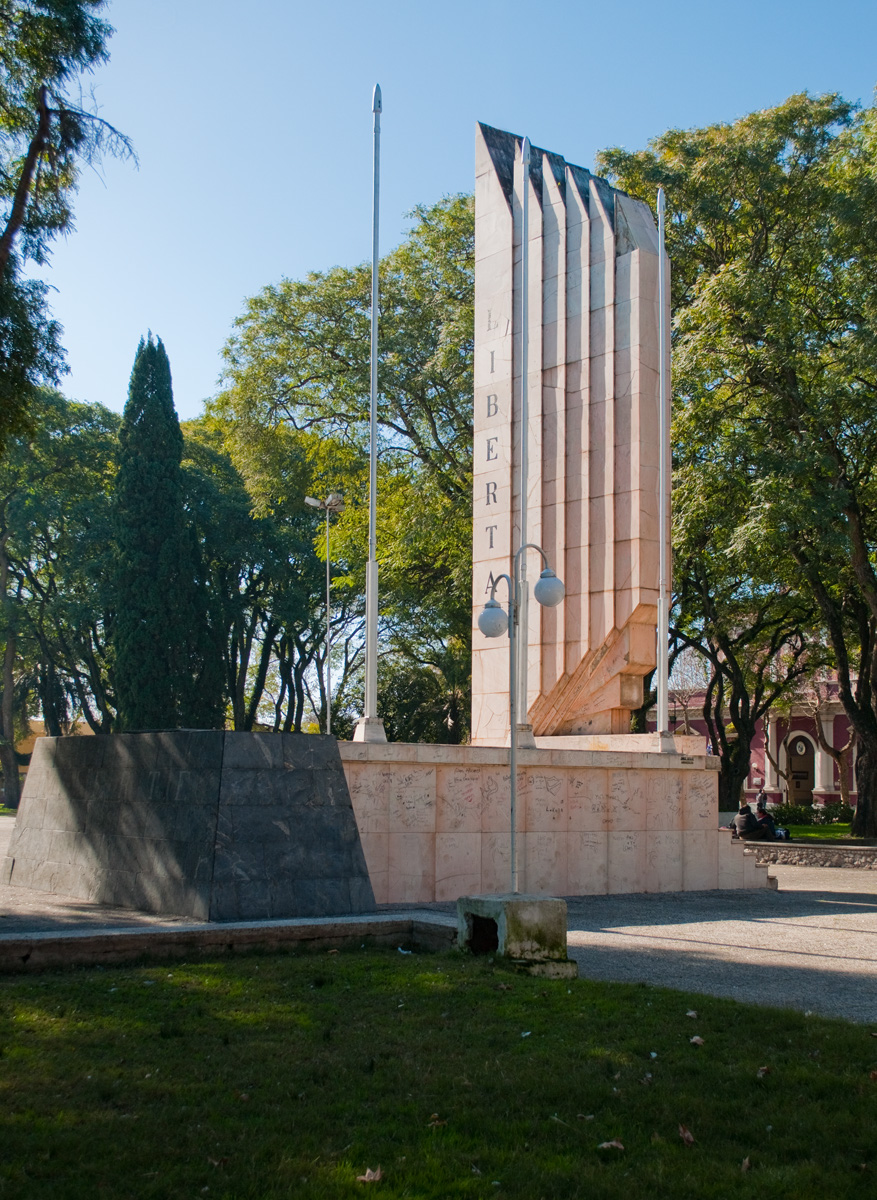
Monumento a los Treinta y Tres Orientales en la Plaza 19 de Abril

## Historia

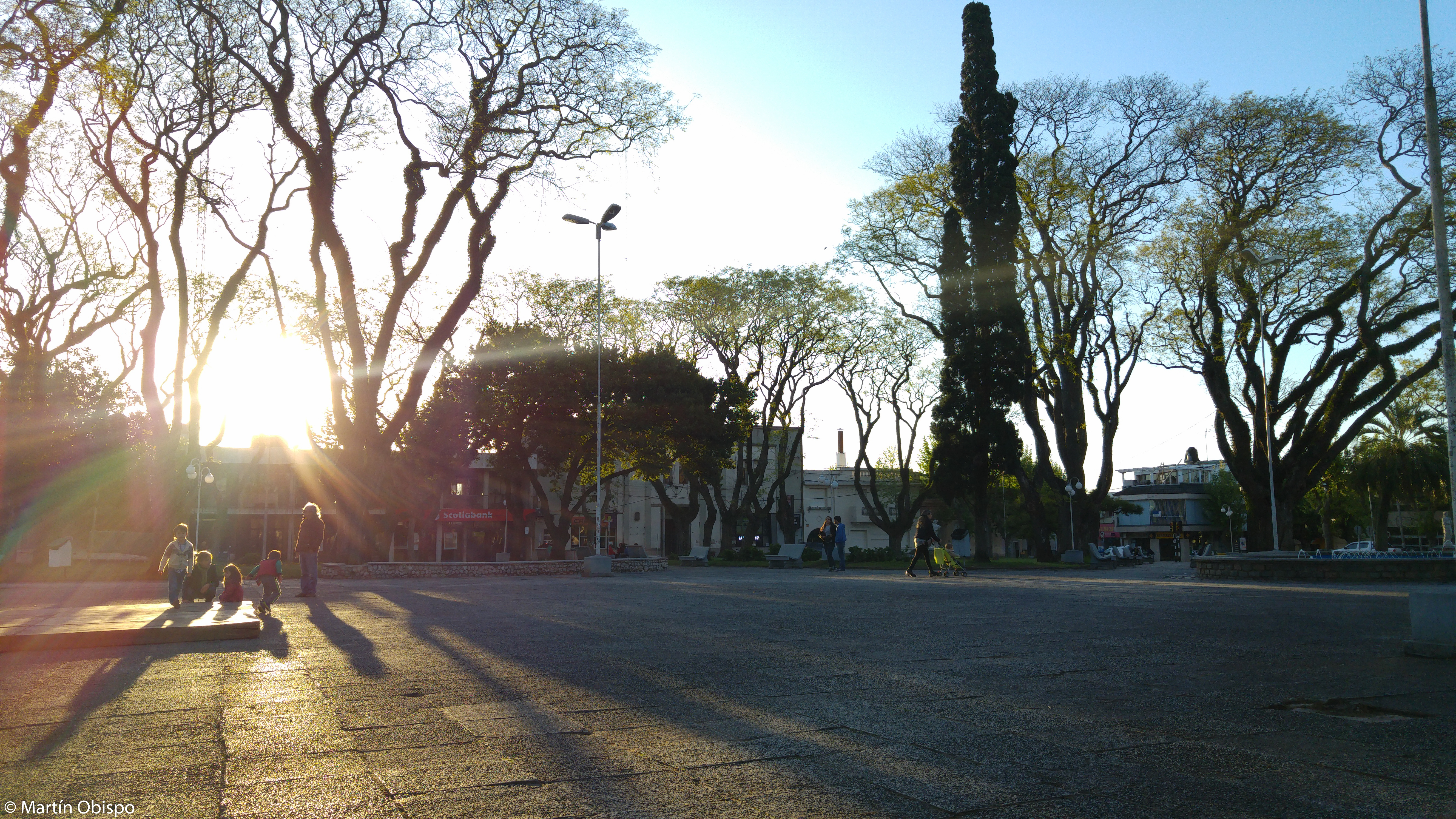
Plaza 19 de Abril, Treinta y Tres, Uruguay.

Como su nombre lo indica lleva ese nombre en homenaje al episodio histórico del Desembarco de los Treinta y Tres Orientales en la Playa de la Agraciada, que culminó con la Independencia Oriental.
Su diseño y estructura tuvo varias modificaciones desde su inauguración en 1887. En su centro había una estatua a la memoria de Juan Antonio Lavalleja, la cual fue trasladada y se encuentra en uno de los patios del Liceo Departamental n.º 1. 

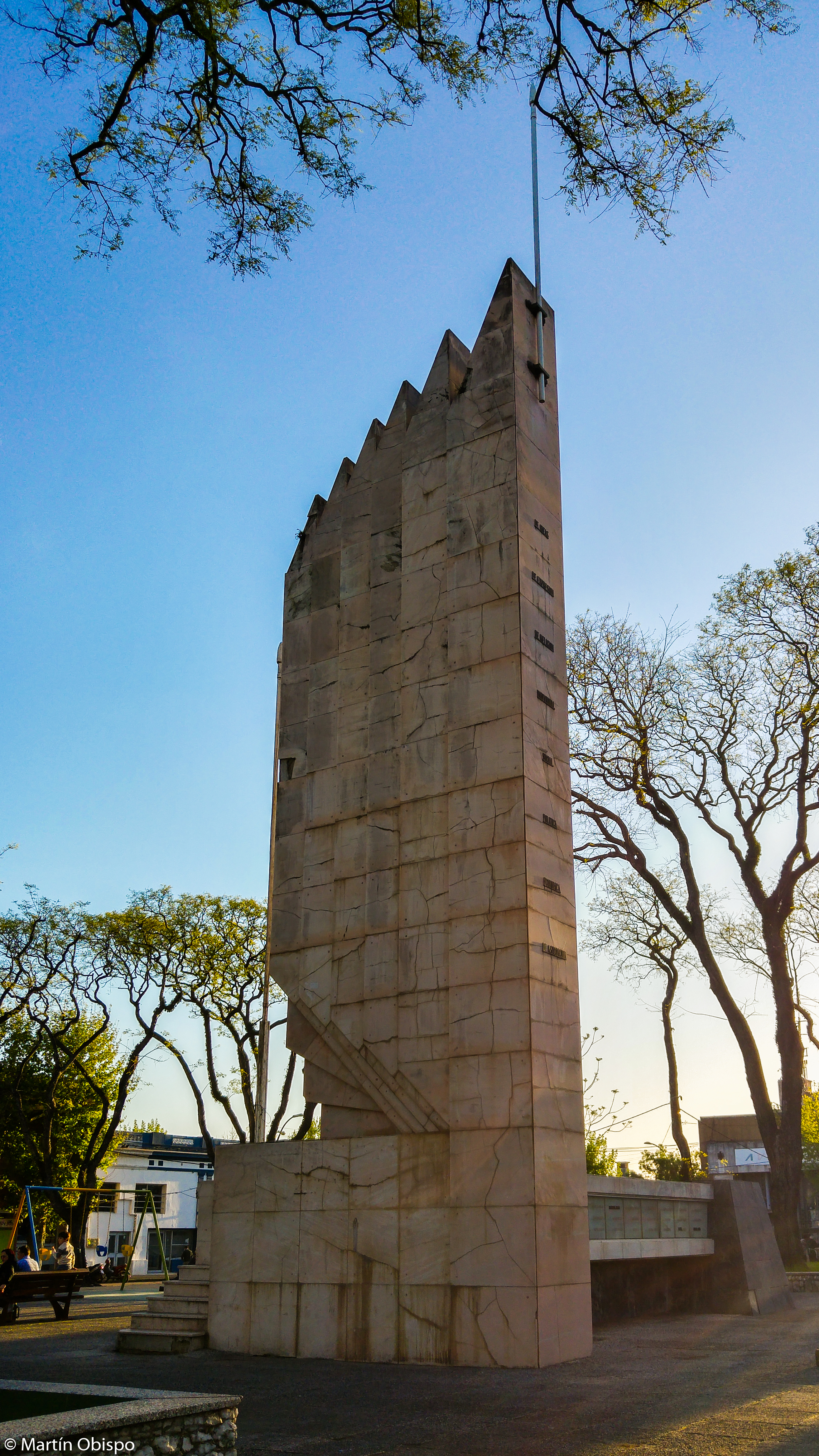
Monumento a los Treinta y Tres Orientales en la Plaza 19 de Abril, ciudad de Treinta y tres, Uruguay.